# 애설볼드
애설볼드(Æthelbald, ? ~ 860년)는 855년부터 860년까지 통치한 서색슨인의 왕이다. 850년 그의 형 애설스탠은 영국 사상 최초로 기록된 해전에서 바이킹을 무찔렀으나 그 이후로는 기록에 남지 않고 850년대 초에 사망한 것으로 추정된다.